# 13 Dywizja Lotnictwa Szturmowego
13 Dywizja Lotnictwa Szturmowego (13 DLSz) – związek taktyczny lotnictwa szturmowego ludowego Wojska Polskiego.

## Formowanie i zmiany organizacyjne
Zgodnie z rozkazem ministra obrony narodowej nr 0096/Org. z 11 grudnia 1951 roku, w okresie od 1 maja do 1 listopada 1952 roku w Elblągu formowano 13 Dywizję Lotnictwa Szturmowego.
Po załamaniu się dwuletniego planu przyspieszonego rozwoju wojska, minister obrony narodowej polecił dowódcy Wojsk Lotniczych do 20 grudnia 1952 roku rozformować dowództwo 13 Dywizji Lotnictwa Szturmowego.

## Struktura organizacyjna
- Dowództwo 13 Dywizji Lotnictwa Szturmowego w Elblągu
- 5 pułk lotnictwa szturmowego w Elblągu
- 50 pułk lotnictwa szturmowego w Elblągu
- 51 pułk lotnictwa szturmowego w Gdańsku-Wrzeszczu
- 66 kompania łączności w Elblągu
- 56 Ruchome Warsztaty Remontu Lotnictwa w Elblągu